# Polybios

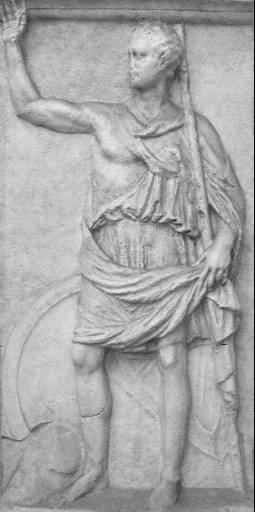
Polybios; foto [https://web.archive.org/web/20140708070612/http://www.liviusonderwijs.nl/ Livius Onderwijs

Polybios (Grieks: Πολύβιος), of gelatiniseerd Polybius (ca. 203 v. Chr. – ca. 120 v.Chr.) was een Griekse historicus die militaire en politieke functies bekleedde. Hij beleefde hoe Rome de heerschappij greep in het Middellandse Zeegebied en schreef een Wereldgeschiedenis over de Punische Oorlogen.

## Leven
Polybios werd geboren in Megalopolis op de Peloponnesos, in een vooraanstaande familie. Net als zijn vader Lykortas bekleedde hij in zijn vaderstad belangrijke militaire en politieke functies. Voor de Achaïsche Bond bepleitte hij een neutraliteitspolitiek ten overstaan van de supermacht-in-wording, Rome, behoorde hij toch tot de duizend Griekse gijzelaars die na de Romeinse overwinning bij Pydna naar Rome werden overgebracht. Daar raakte Polybios nauw bevriend met Publius Cornelius Scipio Aemilianus Africanus minor, die hij later als adviseur volgde naar Spanje en Noord-Afrika, en in wiens gezelschap hij de verwoesting van Carthago en Korinthe meemaakte. Nadien trad hij op als pleitbezorger voor verscheidene met ondergang bedreigde steden in de Peloponnesos, die aan zijn bemiddeling hun behoud dankten.
Polybios keerde uiteindelijk naar zijn vaderstad terug en speelde er opnieuw een politieke rol. Op enkele reizen na wijdde hij de laatste jaren van zijn leven aan de voltooiing van zijn historisch werk. Hij overleed op 83-jarige leeftijd aan de gevolgen van een zware val van zijn paard, hetgeen bewijst dat hij tot op die gezegende leeftijd actief is gebleven.

## Werk
Naast andere (verloren) werken, schreef Polybios vooral zijn hoofdwerk, de Historiën (Ἱστορίαι / Historíai). Hiermee wilde hij de opgang van Rome van het begin van de Tweede Punische Oorlog tot de verwoesting van Carthago en Korinthe uiteenzetten en verklaren in het ruimere kader van de geschiedenis van de Hellenistische wereld. Hij wilde daarbij aantonen dat de staatsvorm en de instellingen van de Romeinse Republiek de beste zijn, omdat ze de ideale synthese zijn van verschillende staatsvormen zoals de monarchie, de oligarchie en democratie. Dit weerspiegelt zich in de jaarlijks te kiezen consuls met daarbij de senaat en de volksvergadering die elkaar in evenwicht houden. Hij was van mening dat de belangrijkste factor in het succes van Rome school in zijn leger, een onderwerp dat hij uitvoerig beschreef.
Slechts de eerste vijf van de veertig boeken zijn integraal bewaard. De rest is fragmentair bekend door bloemlezers en door aanhalingen bij andere historici, zoals Appianos' Geschiedenis van Rome en Orosius' Wereldgeschiedenis tegen de heidenen. Boek 1 begon in 264 v.Chr. met de Eerste Punische Oorlog en boek 39 eindigde in 146 v.Chr. met de Achaïsche Oorlog. Het veertigste volume bevatte een index.
In tegenstelling tot andere antieke historici heeft Polybios veel theoretische beschouwingen over het wezen en de methodiek van de geschiedschrijving ingelast, vaak in de vorm van een polemiek tegen zijn voorganger Timaios.